# بونافنتورا فيريرا
بونافنتورا فيريرا (بالإسبانية: Buenaventura Ferreira)‏ مواليد 4 يوليو 1960 في كورونيل اوفييدو، باراغواي، هو لاعب كرة قدم باراغواياني سابق كان يلعب في مركز الوسط. سبق له أن لعب في كأس العالم لكرة القدم مع منتخب بلاده في مونديال عام 1986.

## روابط خارجية
- بونافنتورا فيريرا على موقع الاتحاد الدولي (مؤرشف)  (الإنجليزية)
- بونافنتورا فيريرا على موقع قاعدة بيانات كرة القدم.إي يو (الإنجليزية)
- بونافنتورا فيريرا على موقع ناشيونال فوتبول تيمز (الإنجليزية)